# مونغكيد
مونغكيد (بالإنجليزية: Mungkid)‏ هي district of Indonesia تقع في إندونيسيا في Magelang Regency. يقدر عدد سكانها بـ 68,227 نسمة ومساحتها 10 كم2 وترتفع عن سطح البحر 350 متر.